# Góry Zarafszańskie
Góry Zarafszańskie (tadż. Қаторкӯҳи Зарафшон, trl.: ķatorkūḩi Zarafšon, trb.: katorkuhi Zarafszon; uzb. Zarafshon tizmasi) – pasmo górskie w Hisaro-Ałaju, w Uzbekistanie i Tadżykistanie. Rozciąga się na długości ok. 370 km. Najwyższym szczytem jest znajdujący się w Tadżykistanie Czimtarga, sięgający 5489 m n.p.m. W górach występują lodowce górskie, a w zachodniej części kras.